# Social Venture Network
Social Venture Network, SVN, är ett internationellt nätverk som arbetar för långsiktig hållbarhet i affärer och verksamheter. Medlemmarna är företag och organisationer som arbetar lokalt i varje land med frågor om god etik, miljöhänsyn och socialt ansvar. Nätverket består av över 500 företag med medlemmar i flera länder.

## Ekonomi
Organisationen är ekonomiskt, politiskt och religiöst obunden. Verksamheten finansieras genom medlemsavgifter och genom att medlemmar till exempel står värd för olika arrangemang. Värdföretaget får därigenom en möjlighet att visa upp sin egen verksamhet.

## Medlemmar (Urval)
- The Body Shop
- Birkenstock
- Ben & Jerry's
- ICA
- Max Hamburgerrestauranger
- Samhall
- Swedbank
- Polarbröd
- Ernst & Young
- Folksam
- IOGT-NTO
- Håll Sverige Rent
- Rädda Barnen
- Saltå Kvarn
- SCA
- Scandic
- Sensus
- Skandia
- Telgekoncernen
- TV 4

## Priser

### Innovation Awards
SVN:s Innovation Awards började ges ut i USA 2007.
Vinnare: 
- TerraCycle
- Back to the Roots
- Revolution Foods
- World of Good
- Root Capital
- Green for All

### Giraffpriset
Social Venture Network, i Sverige, delar årligen ut Giraffpriset från och med 2011. Priset ska gå till en person eller företag/organisation som stuckit ut halsen, gjort något extra modigt, som trott så starkt på något att man varit villig till ett stort risktagande, ha brutit igenom motstånd och som har motiverats av att göra något gott för människor och för jorden. Det ska handla om områdena miljö, CSR eller etik och man ska ha åstadkommit goda resultat.
Vinnare:
- 2011 Carl Horn av Rantzien
- 2012 Carola Magnusson
- 2013 Nudie Jeans
- 2014 Left is Right